# Sauguis-Saint-Étienne
Sauguis-Saint-Étienne é uma comuna francesa na região administrativa da Nova Aquitânia, no departamento dos Pirenéus Atlânticos. Estende-se por uma área de 8,7 km². Em 2010 a comuna tinha 174 habitantes (densidade: 20 hab./km²).